# Nils Strandberg
Karl Nils Björn Strandberg född 12 oktober 1923 i Göteborg, död 21 april 2015 i Norrtälje, var en svensk kemist, grafiker och tecknare.  
Han var son till operasångaren Nils Axel Rudolf Strandberg och Margareta Sofia Ahlström. Strandberg studerade konst för Börje Hedlund 1948 samt vid Grünewalds målarskola och genom omfattande självstudier under vistelser i bland annat Köpenhamn, Paris, Barcelona och London. Tillsammans med Wåge Engström och Maurice Moberg ställde han ut på Galerie Lucy Krohg i Paris 1955 och tillsammans med Bengt Öberg på Galerie Æsthetica i Stockholm 1956. Separat ställde han bland annat ut på Galleri Duvan i Stockholm 1964. Hans motiv består huvudsakligen av strandbilder utförda som målningar, teckningar eller linoleumsnitt.